# Виздомина (Равена)
Виздомина је насеље у Италији у округу Равена, региону Емилија-Ромања.
Према процени из 2011. у насељу је живело 326 становника. Насеље се налази на надморској висини од 2 м.